# Неделя осведомленности о трансгендерности
Неделя осведомленности о трансгендерных людях, которая проходит с 13 по 19 ноября, — это однедельное событие, предшествующее Дню памяти трансгендерных людей, который увековечивает жертв трансфобного насилия. День памяти транс-людей проходит ежегодно 20 ноября, когда транс-активисты проводят различные мероприятия, направленные на повышение осведомленности о транс-людях в обществе.
В Сан-Франциско, начиная с 2018 года, мэр Лондон Брид и директор городского управления трансгендерных инициатив Клэр Фарли, расширили программу Недели осведомленности о трансгендерных людях и продлили её на весь ноябрь. В ноябре 2019 года каждый член наблюдательного совета Сан-Франциско вручил благодарность одному из представителей трансгендерного сообщества.

## История
Исследование, проведенное Институтом Уильямса в 2016 году, показало, что 0,6 % населения США (1,4 миллиона человек) идентифицируют себя трансгендерными. .В 2008 году лишь 8% американцев заявили, что знают или работают с трансгендерными людьми; По данным Harris Publications к 2015 году этот показатель увеличился до 16%, а к 2021 году по данным Pew составил 42%, но это всё ещё значительно ниже, чем количество людей, знакомых с геями или лесбиянками (87%, по данным Pew в 2013 году).
Трансгендерные люди могут испытывать определенные трудности в обществе, что влияет на их восприятие безопасности. Исследование показало, что 50% трансгендерных людей сообщают о случаях насилия или нападения со стороны своего романтического партнера. Трансгендерные люди становились жертвами убийств только из-за своей идентичности, а также их партнеры и друзья — за то, что были связаны с ними. Несколько трансгендерных женщин были арестованы за то, что они оказали сопротивление нападавшему. Трансгендерные люди и их сторонники начали выходить на протесты, выступая против дискриминации в отношении трансгендерных людей. Эти преступления против транс-людей стали одной из причин учреждения Недели осведомленности о трансгендерных людях, направленной на привлечение внимания к вопросам, которые волнуют трансгендерных людей.